# ナットハイム
ナットハイム（ドイツ語: Nattheim、シュヴァーベン語: Nadda）は、ドイツ連邦共和国バーデン＝ヴュルテンベルク州シュトゥットガルト行政管区のハイデンハイム郡に属す町村（以下、本項では便宜上「町」と記述する）である。

## 地理

### 位置
ナットハイムは、郡庁所在地であるハイデンハイム・アン・デア・ブレンツとディシンゲンとの間の、ヘルツフェルト（シュヴェービシェ・アルプ東部の丘陵地）辺縁部に位置している。

### 自治体の構成
自治体としてのナットハイムは、以下の旧町村から構成されている。
- アウエルンハイム（シュタインヴァイラー小集落、ヴァルトツィールター・ホーフ農場集落と廃村のアウエルンターラー・ホーフおよびミッテルホーフを含む）
- フラインハイム（廃村のヴァルケンドルフを含む）
- ナットハイム（ヴァールベルク農場集落と廃村のゲプシュテッテンおよびザンクト・シュテファンを含む）

### 土地利用
| 用途                 | 面積 (ha) | 占有率 (%) |
| -------------------- | --------- | ---------- |
| 森林                 | 2,427     | 53.9       |
| 農業用地             | 1,504     | 33.4       |
| 水域                 | 9         | 0.2        |
| レクリエーション用地 | 19        | 0.4        |
| 住宅地、空き地       | 137       | 3.0        |
| 工業・産業用地       | 68        | 1.5        |
| 交通用地             | 234       | 5.2        |
| その他               | 101       | 2.2        |
| 合計                 | 4,499     | 100.0      |

データは、バーデン＝ヴュルテンベルク州統計局の2023年現在の値による。

## 歴史

### ナットハイム地区
ナットハイムはケルト人入植地である。集落の東端に方形城砦が築かれ、その土塁が遺っている。ナットハイムは1050年の皇帝ハインリヒ3世の文書に初めて記録されている。当時この村はシュヴァーベン公領に属していた。中世後期からヘルデンハイム家の支配下にあったが、1450年から1503年までバイエルン＝ランツフート公領に属した。ナットハイムは1504年にヴュルテンベルク公領に戻った。1806年に建国されたヴュルテンベルク王国の新たな行政機構が適用されたが、何世紀も属していたオーバーアムト・ハイデンハイムのままであった。ナチス・ドイツ時代のヴュルテンベルクの行政改革によってオーバーアムトからハイデンハイム郡に改組された。この町は、1945年にアメリカ占領地区の一部となり、新設されたヴュルテンベルク＝バーデン州に属すこととなった。この州は1952年に現在のバーデン＝ヴュルテンベルク州に再編された。
1972年2月1日にそれまで独立した町村であったアウエルンハイムとフラインハイムが合併した。

### アウエルンハイム
アウエルンハイムは1258年に初めて文献に記録されている。この集落は1297年からネーレスハイム修道院に属し、1810年にバイエルン王国からヴュルテンベルク王国に割譲された。

### フラインハイム
フラインハイムは1277年に初めて文献に記録されている。当時この村はヘルフェンシュタイン伯領に属した。この村は1504年にヴュルテンベルク公領となった。

### シュタインヴァイラー
シュタインヴァイラーは、1775年に、ネーレスハイム修道院建設のため、この地で多く産出する石灰岩を切り出す石工の集落として成立した。この集落は1810年にヴュルテンベルク王国領となった。
現在は人口約350人の小さな村落である。シュタインヴァイラーには、石工組合の他にカトリックの礼拝堂、消防車両が配備された消防署、公民館がある。シュタインヴァイラーの子供はアウエルンハイムの幼稚園や基礎課程学校に通学する。さらに上級の学校はネーレスハイムやハイデンハイムにある。
自然保護区内にある採石場は、長らく前に稼働を停止している。その敷地はハイキングの目的地となっている。特に、ヨーロッパ・フォークロス・シリーズのレースが開催されるフォークロス・コースがある。

## 住民

### 人口推移
各時点における町域内の人口推移を以下に示す。数値は、推測値、人口統計調査結果 (1)、あるいはバーデン＝ヴュルテンベルク州統計局の公式研究結果による。この町を主たる居住地とする者の人口である。
| 年              | 人口（人） |
| --------------- | ---------- |
| 1871年12月01日1 | 2,058      |
| 1880年12月01日1 | 1,999      |
| 1890年12月01日1 | 1,838      |
| 1900年12月01日1 | 1,733      |
| 1910年12月01日1 | 1,694      |
| 1925年06月16日1 | 1,807      |
| 1933年06月16日1 | 1,881      |
| 1939年05月17日1 | 1,943      |
| 1950年09月13日1 | 2,716      |
| 1961年06月06日1 | 3,314      |

| 年              | 人口（人） |
| --------------- | ---------- |
| 1970年05月27日1 | 4,400      |
| 1980年12月31日1 | 5,337      |
| 1987年05月25日1 | 5,576      |
| 1990年12月31日1 | 5,807      |
| 1995年12月31日1 | 6,175      |
| 2000年12月31日1 | 6,315      |
| 2005年12月31日1 | 6,370      |
| 2010年12月31日1 | 6,220      |
| 2015年12月31日1 | 6,241      |
| 2020年12月31日1 | 6,291      |

## 行政

### 議会
ナットハイムの町議会議員は、Unechte Teilortswahl と呼ばれる選挙方式で選出される。この選挙方式では超過議席が生じるため、議席数は選挙結果ごとに異なる。2024年の選挙では19人の議員（2019年の選挙では18人であった）が選出された。議会はこれらの名誉職の議員と議長を務める町長で構成される。町長は議会における投票権を有している。

### 首長
ノルベルト・ベレスカ（無所属）は、2018年1月1日の選挙（投票率 35.3 %）で 98.3 % の支持票を獲得して町長に選出された。

### 紋章
図柄: 緑地。中に8本スポークの緑の輪が描かれた、湾曲して頂部にまで達する銀（白）のシェブロン。向かって左に銀（白）の石工のハンマー（尖った部分が内側）。向かって右は銀（白）の糸巻きで、その上部からループ状の糸が出ている。
解説: 1912年から町は、四隅を樹木で囲まれた庭と、頭文字の NH、7つの三角形または菩提樹の葉が描かれた印章を用いていた。この図柄は森の中の丘陵地というこの町の立地を表している。緑の背景の現行の紋章は農業と森の豊かさを表現しており、石工のハンマーと糸巻きは、かつての住民の生業が鉱業と織布であったことを示している。輪が描かれた銀のシェブロンは古い交易路であるチューリヒ - ネルトリンゲン - ニュルンベルク街道を表している。

### 姉妹自治体
- ブライテンブルン/エルツゲビルゲ（ドイツ語版、英語版）（ドイツ、ザクセン州）1991年[5]

## 経済と社会資本

### 交通
この町は、2.5 km 離れたアウトバーン7号線（ヴュルツブルク - ウルム）のハイデンハイム・インターチェンジを介して広域道路網に接続している。

### 企業
民営のブルワリーであるシュルムベルガーは、1847年からナットハイムで操業している。

### 教育施設
ナットハイムには、基礎課程学校のヴィースビュールシューレがある。アウエルンハイムにも基礎課程学校がある。

### レジャー・スポーツ施設
バイクチーム・シュタインヴァイラーは、2006年にシュタインヴァイラー地区にバイクコースを建設した。この土地はナットハイムの町から提供された。建設はシュタインヴァイラーの青年たちが自発的に行った。このコースは2007年に約 3000 m2 に拡大された。この他ナットハイムには、屋内プール（ラーメンシュタインバート）がある。さらに体育館（ラーメンシュタインハレ）、サッカーグラウンド（ハルデとイム・タール）、テニスコートがあり、冬季にはリフトを備えたスキー場も稼働する。

## 文化と社会資本
ナットハイムは、沿道に多くの見どころがあるシュヴェービシェ・アルプ街道沿いにある。
遊歩道アルプシェーファーヴェークがナットハイム町内を通っている。
ツヴィング自然保護区には多くの珍しい動植物の他に、2022年末からヨーロッパバイソンが定住している。

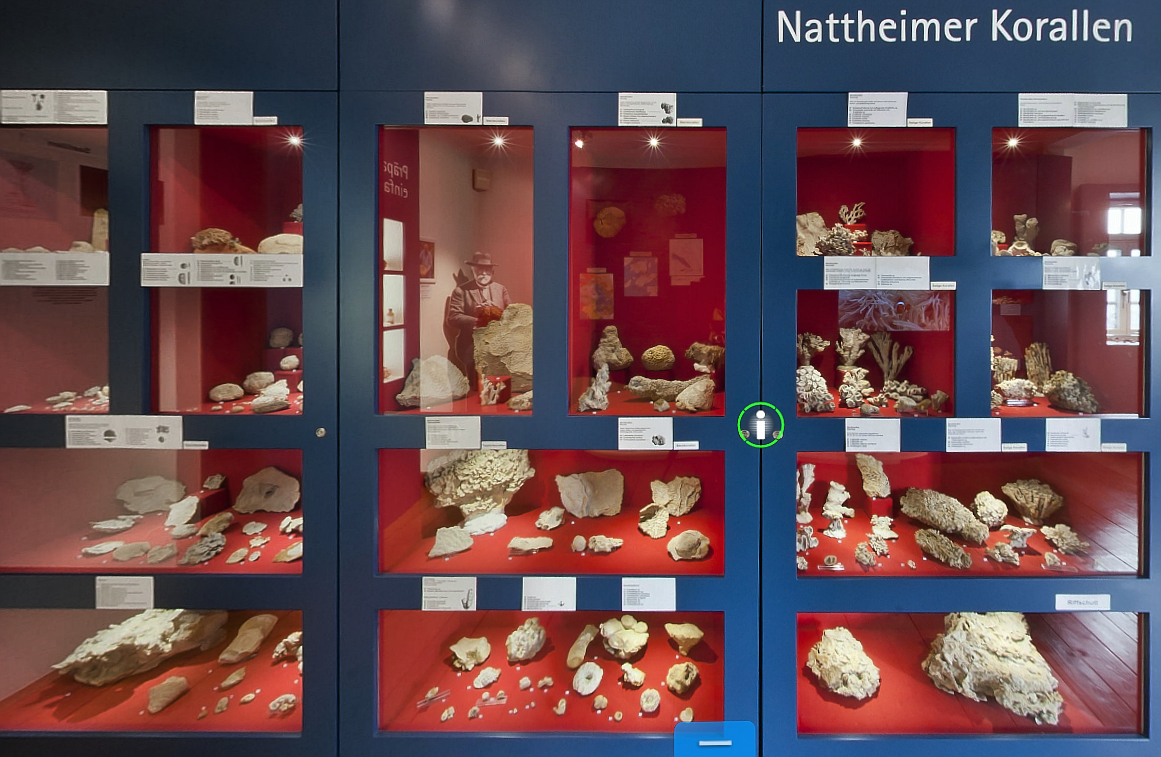
サンゴ・郷土博物館

### 博物館
かつての学校に入居しているサンゴ・郷土博物館は、約1億3千万年前のサンゴの出土品を展示している。上階には、民間のナットハイム模型鉄道愛好会の大きな鉄道模型がある。

## 人物

### ゆかりの人物
- ティム・スカルケ（1996年- ）サッカー選手。TSGナットハイムのジュニアクラブでキャリアをスタートさせた。